# Tsorona und Zalambessa
Tsorona und Zalambessa sind zwei ehemals umstrittene kleine Gebiete an der Grenze zwischen Äthiopien und Eritrea. Tsorona (Lage ) liegt 23 km nordwestlich von dem größeren Dorf Zalambessa. Eritrea beanspruchte beide als Teil seiner Region Debub im Süden des Landes, während Äthiopien die Dörfer als zu seiner Zone Misraqawi, die im Osten der Region Tigray liegt, zählte.
Am 5. Juni 2018 erklärte die äthiopische Regierung, dass sie bereit sei, die Regelungen des Grenzabkommens von 2002 zu akzeptieren und diese umsetzen werde. Damit wurde Tsorona eine eritreische, Zalambessa eine äthiopische Stadt.
Weitere umstrittene Gebiete entlang der Grenze zwischen Eritrea und Äthiopien waren bis Juni 2018 Bure (Äthiopien) und Badme (Eritrea). Am 9. Juli 2018 wurde ein Friedensvertrag zwischen den beiden Ländern geschlossen.